# Puchar Świata w biegach narciarskich 2014/2015 – Ruka
Pierwsze zawody Pucharu Świata w biegach narciarskich w sezonie 2014/2015 odbyły się w fińskiej Ruce. Zawody zostały rozegrane w dniach 29–30 listopada 2014. Zawodnicy i zawodniczki rywalizowali w biegach sprinterskich stylem klasycznym oraz biegach na 10 km (kobiety) i 15 km (mężczyźni) stylem klasycznym. Organizatorzy zrezygnowali z przeprowadzenia piątej edycji Ruka Triple, które zastąpiono na rzecz pierwszej edycji Lillehammer Tour.

## Program zawodów
| Dzień        | Konkurencja                    | Początek  | Liczba uczestników |
| ------------ | ------------------------------ | --------- | ------------------ |
| 29 listopada | Sprint kobiet st. klasycznym   | 13:00 CET | 73                 |
| 29 listopada | Sprint mężczyzn st. klasycznym | 13:00 CET | 87                 |
| 30 listopada | 10 km kobiet st. klasycznym    | 11:15 CET | 77                 |
| 30 listopada | 15 km mężczyzn st. klasycznym  | 13:00 CET | 96                 |

## Wyniki

### Sprint stylem klasycznym kobiet
| Pozycja | Zawodniczka              | Reprezentacja     | Wynik        | Strata  |
| ------- | ------------------------ | ----------------- | ------------ | ------- |
| złoto   | Marit Bjørgen            | Norwegia          | Finał        | 2:58,33 |
| srebro  | Katja Višnar             | Słowenia          | Finał        | +0,46   |
| brąz    | Maiken Caspersen Falla   | Norwegia          | Finał        | +1,70   |
| 4.      | Ingvild Flugstad Østberg | Norwegia          | Finał        | +3,02   |
| 5.      | Ida Sargent              | Stany Zjednoczone | Finał        | +5,95   |
| 6.      | Natalja Matwiejewa       | Rosja             | Finał        | +12,37  |
|         |                          |                   |              |         |
| 7.      | Justyna Kowalczyk        | Polska            | Półfinał (2) | —       |
| 8.      | Celine Brun-Lie          | Norwegia          | Półfinał (2) | —       |
| 9.      | Kari Vikhagen Gjeitnes   | Norwegia          | Półfinał (1) | —       |
| 10.     | Anastasija Docenko       | Rosja             | Półfinał (2) | —       |
| 11.     | Mona-Liisa Malvalehto    | Finlandia         | Półfinał (1) | —       |
| 12.     | Hanna Falk               | Szwecja           | Półfinał (2) | —       |
| ...     |                          |                   |              |         |
| 39.     | Ewelina Marcisz          | Polska            | Eliminacje   | —       |
| 52.     | Sylwia Jaśkowiec         | Polska            | Eliminacje   | —       |
| 61.     | Kornelia Kubińska        | Polska            | Eliminacje   | —       |

### Sprint stylem klasycznym mężczyzn
| Pozycja | Zawodnik              | Reprezentacja | Wynik        | Strata  |
| ------- | --------------------- | ------------- | ------------ | ------- |
| złoto   | Eirik Brandsdal       | Norwegia      | Finał        | 2:34,84 |
| srebro  | Petter Northug        | Norwegia      | Finał        | +0,47   |
| brąz    | Sondre Turvoll Fossli | Norwegia      | Finał        | +1,18   |
| 4.      | Finn Hågen Krogh      | Norwegia      | Finał        | +1,69   |
| 5.      | Aleksiej Pietuchow    | Rosja         | Finał        | +4,54   |
| 6.      | Siergiej Ustiugow     | Rosja         | Finał        | +14,63  |
|         |                       |               |              |         |
| 7.      | Federico Pellegrino   | Włochy        | Półfinał (2) | —       |
| 8.      | Tomas Northug         | Norwegia      | Półfinał (2) | —       |
| 9.      | Timo André Bakken     | Norwegia      | Półfinał (1) | —       |
| 10.     | Teodor Peterson       | Szwecja       | Półfinał (2) | —       |
| 11.     | Nikołaj Moriłow       | Rosja         | Półfinał (1) | —       |
| 12.     | Nikita Kriukow        | Rosja         | Półfinał (2) | —       |
| ...     |                       |               |              |         |
| 53.     | Maciej Staręga        | Polska        | Eliminacje   | —       |
| 77.     | Jan Antolec           | Polska        | Eliminacje   | —       |
| 78.     | Sebastian Gazurek     | Polska        | Eliminacje   | —       |

### Bieg na 10 km kobiet stylem klasycznym
| Pozycja | Zawodniczka              | Reprezentacja | Wynik   | Strata  |
| ------- | ------------------------ | ------------- | ------- | ------- |
| złoto   | Therese Johaug           | Norwegia      | 25:47,2 | –       |
| srebro  | Marit Bjørgen            | Norwegia      | 26:29,4 | +42,2   |
| brąz    | Charlotte Kalla          | Szwecja       | 26:31,3 | +44,1   |
| 4.      | Justyna Kowalczyk        | Polska        | 26:50,6 | +1:03,4 |
| 5.      | Ingvild Flugstad Østberg | Norwegia      | 26:55,7 | +1:08,5 |
| 6.      | Julia Czekaliewa         | Rosja         | 27:00,4 | +1:13,2 |
| 7.      | Krista Pärmäkoski        | Finlandia     | 27:03,3 | +1:16,1 |
| 8.      | Heidi Weng               | Norwegia      | 27:07,3 | +1:20,1 |
| 9.      | Kateřina Smutná          | Austria       | 27:10,3 | +1:23,1 |
| 10.     | Kerttu Niskanen          | Finlandia     | 27:11,6 | +1:24,4 |
| ...     |                          |               |         |         |
| 36.     | Ewelina Marcisz          | Polska        | 28:27,0 | +2:39,8 |
| 37.     | Kornelia Kubińska        | Polska        | 28:27,4 | +2:40,2 |
| 46.     | Sylwia Jaśkowiec         | Polska        | 28:47,3 | 3:00,1  |

### Bieg na 15 km stylem klasycznym mężczyzn
| Pozycja | Zawodnik                 | Reprezentacja | Wynik   | Strata  |
| ------- | ------------------------ | ------------- | ------- | ------- |
| złoto   | Iivo Niskanen            | Finlandia     | 35:09,4 | –       |
| srebro  | Martin Johnsrud Sundby   | Norwegia      | 35:19,7 | +10,3   |
| brąz    | Sami Jauhojärvi          | Finlandia     | 35:21,9 | +12,5   |
| 4.      | Niklas Dyrhaug           | Norwegia      | 35:22,0 | +12,6   |
| 5.      | Aleksandr Biessmiertnych | Rosja         | 35:29,1 | +19,7   |
| 6.      | Calle Halfvarsson        | Szwecja       | 35:36,7 | +27,3   |
| 7.      | Alex Harvey              | Kanada        | 35:37,2 | +27,8   |
| 8.      | Simen Østensen           | Norwegia      | 35:37,7 | +28,3   |
| 9.      | Pål Golberg              | Norwegia      | 35:40,2 | +30,8   |
| 10.     | Matti Heikkinen          | Finlandia     | 35:41,8 | +32,4   |
| ...     |                          |               |         |         |
| 59.     | Maciej Kreczmer          | Polska        | 37:21,8 | +2:12,4 |
| 78.     | Jan Antolec              | Polska        | 38:50,9 | +3:41,5 |
| DNF.    | Sylwia Jaśkowiec         | Polska        | –       | —       |